# Adriana Peña
María Adriana Peña Hernández (Minas, 9 de marzo de 1964) es una odontóloga y política uruguaya que pertenece al Partido Nacional. 
Durante el período 2010-2020 fue intendenta por el departamento de Lavalleja e integró el  Honorable Directorio del Partido Nacional.

## Biografía
Nació el 9 de marzo de 1964 en la ciudad de Minas, capital de Lavalleja. Realizó sus estudios primarios en la Escuela Pública N° 8 Guillermo Cuadri y los secundarios en el Liceo Público N°1 Eduardo Fabini. Para realizar sus estudios superiores debió mudarse a Montevideo. Allí ingresó a la Facultad de Odontología de la Universidad de la República, donde se recibió en 1987 como doctora en Odontología.
Comenzó sus actividades políticas dentro del Partido Nacional, de gran predominio dentro de su departamento natal. En sus inicios militó en las listas 50 y 500 de Juan Miguel Salaberry Olascoaga y Gonzalo Piana. 
En 1990 fue elegida convencional nacional y departamental, manteniendo su cargo hasta la fecha. Fue presidenta de la Junta Electoral de Lavalleja desde 1990 hasta 1995. En 2000 fue designada Secretaria General de la Intendencia Municipal de Lavalleja, cargo que ocupó hasta 2005. Ocupó varias veces el puesto de intendenta interina como suplente del entonces intendente Herman Vergara. 
En las elecciones del 31 de octubre de 2004 resultó elegida diputada por el departamento de Lavalleja por el sector Correntada Wilsonista, al que abandonó a poco de asumir. En el año 2005 integró la Comisión de Legislación del Trabajo de la Cámara de Representantes y ejerció su vicepresidencia. Integró también las comisiones de Presupuesto, de Género y Equidad, Transporte, Comunicaciones y Obras Públicas y Especial de Innovación, Investigación, Ciencia y Tecnología. En ese período parlamentario presentó más de cien proyectos y tuvo un 99% de asistencia a todas las Sesiones, a pesar de residir en el interior del país. En 2008 se integró formalmente al sector Alianza Nacional Sector del Partido Nacional Liderado por el Senador Dr. Jorge Larrañaga. 
Fue la única mujer integrante titular del Parlamento del Mercosur por Uruguay, donde presidió la Comisión de Ciudadanía y Derechos Humanos.  
Fundó la Agrupación "Unidos por Lavalleja" con las listas 51 y 151 que son sus listas principales y que mantiene hasta la fecha, siendo además su Dirigente.
Fue reelegida diputada para el período 2010-2015.
Candidata a intendenta para las elecciones municipales de mayo de 2010 por el Departamento de Lavalleja, de donde es oriunda, resultó elegida al máximo cargo del Gobierno Departamental, por lo que se convirtió en la primera mujer en ocupar este cargo en la historia de su departamento. En elecciones departamentales del mes de mayo de 2015 fue reelegida intendenta del departamento de Lavalleja, donde es la única mujer, a la fecha, reelecta en este cargo en la historia del país.
En las internas de 2019, Peña apoyó la precandidatura de Jorge Larrañaga.
Actualmente se desempeña como Edila en la Junta Departamental de Lavalleja.